# المجلس العسكري العام لثوار العراق
هي ميليشيا بعثية يقودها ضباط سنة سابقون موالون لصدام حسين -مزهر القيسي على سبيل المثال- إضافة لبعض سياسيي نظامه. وصفتها قناة الجزيرة بأنها إحدى المجموعات المسلحة المشتركة في الصراع ضد الحكومة العراقية تشكلت للقتال ضد الحكومة المركزية أثناء حكم رئيس الوزراء العراقي السابق نوري المالكي فيما عرف بـ الربيع العربي السني العراقي مؤسسة كارنيغي وصفت المجلس بأنه واجهة لحزب البعث العربي الإشتراكي  ولكن المجلس لم يذكر موالاته لحزب البعث ونفى ارتباطه بجهة سياسية خصوصاً انه لم يتواصل مع عزة الدوري أو أي من الشخصيات البعثية